# CLAZZIQUAI PROJECT
クラジクワイ・プロジェクト（CLAZZIQUAI PROJECT、클래지콰이 프로젝트）は、韓国のクラブ系アーティスト。韓国のレーベルFLUXUSに所属。日本では2005年にAvexからCDデビューしたが、2009年にUNIVERSAL MUSIC JAPANに移籍。

## 概要・メンバー
- DJ Clazziquai（キム・ソンフン、Kim, Sung Hoon、김성훈）
  - 在カナダ韓国人で、カナダの大学で音楽理論を学ぶ。プロデュースからジャケット・ウェブデザインまで1人でこなすクリエイター。
- アレックス（Alex）
  - ボーカル。
- クリスティーナ（Christina）
  - ボーカル。
  - アレックスとクリスティーナは姉弟で、ともにカナダ在住。
- ホラン（Horan）
  - ボーカル。
  - 韓国在住。

Clazziquaiとは、Classic+Jazz+Grooveをかけあわせた造語であり、さらにJamiroquaiへのリスペクトも兼ねた意味となっている。さらに、韓国語読みすると「クレジカイ」と似た発音になり、「Crazy Guy」とも掛けている。
最近は、日本の音楽ユニット、capsuleと比較され、音楽メディアや、一部ファンの間から「韓国のcapsule」と呼ばれている。

## 略歴
DJ Clazziquaiが自身のWebサイトに「Sweety」のMP3ファイルをアップロードしたのがきっかけで、いままでにない作風の音楽として韓国で話題になった。
2002年、ユ・ヒヨルがプロデュースした韓国のクラブ系音楽を世界に紹介するという趣旨のコンセプト・アルバム『A WALK AROUND THE CORNER』に 「Coming at me to disco」で参加した。
韓国のHip Hopユニット、エピック・ハイのアルバム2、3集にフィーチャリングで参加する。
2004年5月にアルバム『instant pig』（1集）を韓国FLUXUS MUSICよりリリース。R&B/Hip Hop全盛の韓国で、アシッドジャズやラウンジ系のアルバムは売れないとの見方も多かったものの、予想以上の成功を収める。その後、韓国でリミックスアルバム『ZBAM』も発売された。
2005年10月には、アルバム2集『COLOR YOUR SOUL』を発売。韓国盤の初回特典はフォトブック。同じ頃、日本でも1集『instant pig』がAvexより発売される。さらに、m-flo loves Soweluの「So Exclusive」のリミックスを手掛けた。12月にはエピック・ハイの3集『Swan Songs』に一部参加した。
2006年2月、2集『COLOR YOUR SOUL』日本発売。日本盤初回特典として、HMVではm-floの☆Taku Takahashi、タワーレコードではStudio ApartmentによるMixCDが付属した。
3月には2集のリミックスアルバム『PINCH YOUR SOUL』を発売。新曲としてエピック・ハイのMCであるタブロと競演した「Love Mode」、「Chi Chi」、韓国伝統音楽祭参加記念の「Bye」が収録された。
8月にミニアルバム 『Love Mode』を日本で発売。タイトルトラックである「Love Mode」でVERBAL（m-flo）およびPE'Zと共演。
2007年6月、3集『LOVE CHILD of the CENTURY』発売。
12月には同アルバムのリミックスアルバム「Robotica」を韓国で発売。大沢伸一による「Prayers」のリミックスが収録されているほか、韓国では未発表であった「Love Mode」の Pzq mode・Hwa Remix の両方が収録される。
2008年9月、韓国の音楽ゲーム「DJMAX」シリーズの最新作にメインアーティストとして参加する事が発表される。過去にリリースされた作品、および完全新曲が収録されてDJMAX Portable：CLAZZIQUAI Editionとして同年10月24日に韓国で発売された。また同年に韓国で稼動が開始された（日本でも2010年12月から稼動開始している）DJMAX TECHNIKAにも楽曲が収録されている。

## m-floとの関わり
前述したように、Clazziquaiの日本デビューに関してはm-floとの関わりが見逃せない。
2004年にm-floが韓国公演を行った際に、☆TAKUが偶然FMラジオで聞いた「You Never Know」を気に入り、CDを買って日本に持ち帰ってきた。これを直後に "Global Astro Radio" で放送し、紹介した。
☆TakuはAvexに働きかけ、Clazziquaiを日本デビューさせた。さらに、自身のリミックスを発注するなど、強い関わりを持っている。
2007年3月発売のm-flo 5th アルバム『COSMICOLOR』に m-flo loves ALEX (CLAZZIQUAI PROJECT) の「Love Me After 12AM」が収録。

## ディスコグラフィ

### オリジナルアルバム
- instant pig（1集、2004年韓国、台湾、2005年日本）
- COLOR YOUR SOUL（2集、2005年韓国、2006年台湾、日本）
- LOVE CHILD of the CENTURY（3集、2007年韓国、日本、台湾）
- Mucho Punk（4集、2009年韓国）　Mucho MUSICA（4集、2009年日本、台湾）
- Blessed（5集、2013年韓国）
- Blink（6集、2014年韓国）
- Travellers（7集、2016年韓国）

### ミニアルバム
- Love Mode（2006年日本、台湾）
- Beat in Love（2008年日本）
- Metrotronics（2008年韓国）

### リミックス・アルバム
- ZBAM（1.5集2004年韓国、2005年台湾）
- PINCH YOUR SOUL（2.5集2006年韓国、台湾）
- Robotica（3.5集2007年韓国、2008年台湾）
- Mucho Mix（2009年日本）※　日本盤なので4.5とカウントしない
- MUCHO BEAT（4.5集2009年韓国）

### その他の関連作品・フィーチャリング、リミックス
- Epik High - 혼자라도 feat. Clazziquai（2集『High Society』収録）
- Epik High - 이별, 만남... 그 중점에서 feat. Clazziquai（3集『Swan Songs』収録）
- Where The Story Ends(W) 2集の一部
- コンセプト・アルバム『 The Walk Around The Coaner』に「Coming at me to disco」で参加
- m-flo loves Sowelu - So Exclusive (Clazziquai Remix)（リミックスアルバム『DOPE SPACE NINE』収録）
- 鈴木亜美 - Sweet Voice "CLAZZIQUAI PROJECT RMX"（リミックスアルバム『AMIx WORLD』収録）
- Fantastic Plastic Machine - don't you know? feat. CLAZZIQUAI PROJECT（『imaginations』『FPMB -Fantastic Plastic Machine Best-』収録）
- FreeTEMPO - HARMONY feat. Alex (CLAZZIQUAI PROJECT)（ミニアルバム『HARMONY』収録）
- m-flo loves ALEX (CLAZZIQUAI PROJECT) - Love Me After 12AM（5thアルバム『COSMICOLOR』収録）
- Ryohei - Calling You feat.CLAZZIQUAI PROJECT（アルバム『Cavaca 〜Catch the Various Catchy〜』収録）

ほか